# بانگره
بانگره شهری در شهرستان تیو در استان بولکیمده در بورکینافاسوی غربی مرکزی است جمعیت آن ۲۱۸ نفر است.